# 中胡

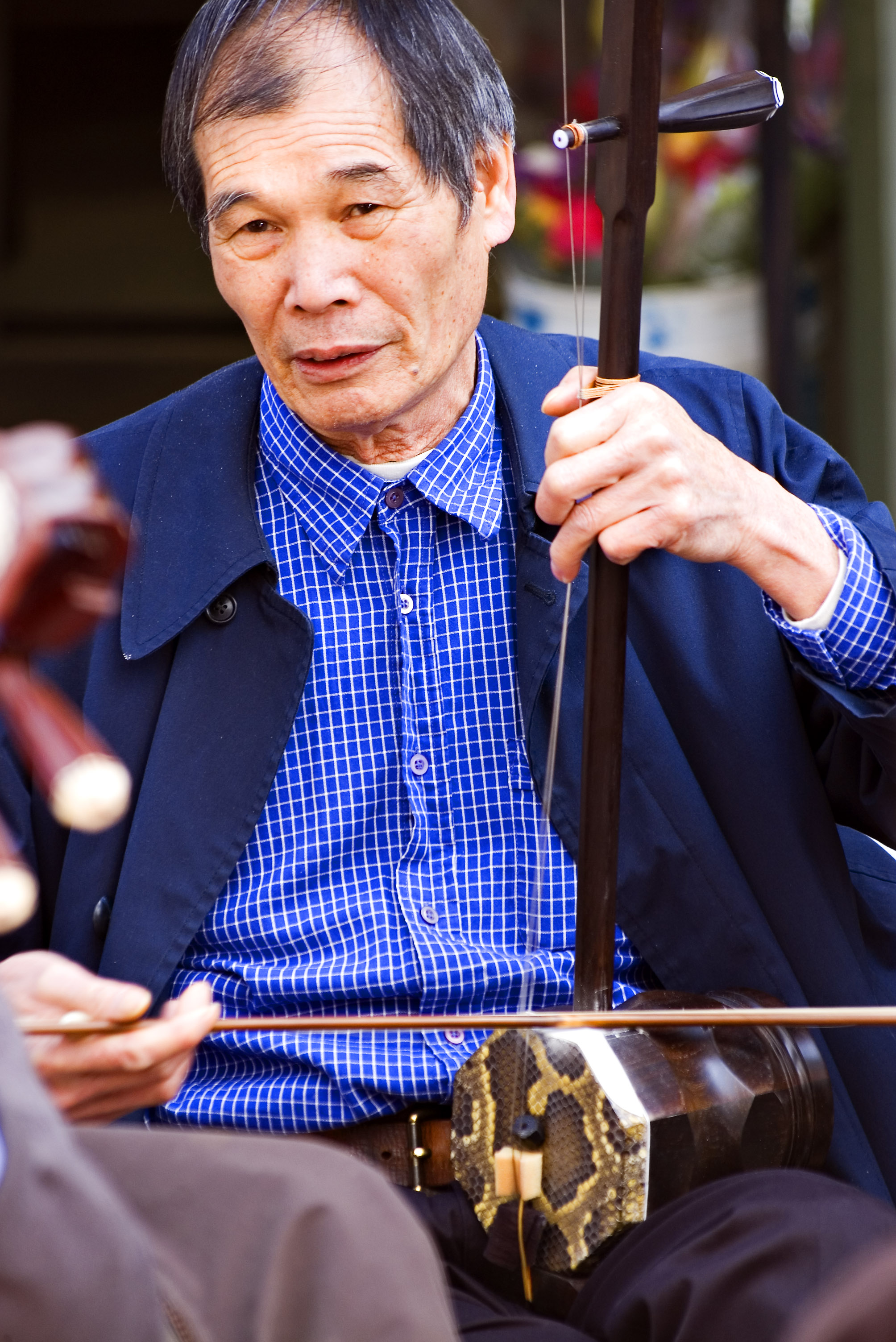
中胡演奏者

中胡是中音二胡的简称，是中国的弓弦乐器的一种。1940年代中樂交響化的產物，由二胡的形制為基礎所發明，形體較二胡大。主要負責民族管弦乐队的中音声部。近年来，经改良過的中胡，音质得到很大的改善，许多胡琴演奏家和作曲家方为中胡创作独奏曲和协奏曲。

## 重要作品

### 1950年代
- 《草原上》，1956年，劉明源
- 《牧民歸來》，1956年，劉明源

### 1960年代
- 《蘇武中胡協奏曲》，1962年，劉洙

### 1970年代
- 《出塞》，1972年，劉俊鳴
- 《漁父》，1976年作，1982年修編，劉俊鳴
- 《贊歌》，1977年，盧小熙編曲
改編自同名聲樂曲
- 《蘇武牧羊中胡協奏曲》，1978年，盧亮輝改編
- 《不屈的蘇武》，1979年，彭修文

### 1980年代
- 《塞外情思》，1986年，劉長福
- 《百家春》，1987年，陳中申編曲
改編自北管曲牌
- 《桃源行中胡協奏曲》，1988年，林昱廷

### 1990年代
- 《c小調中胡協奏曲》，1990年，胡偉立
- 《嘎達梅林中胡協奏曲》，1995年，劉明源
- 《疆風舞韻中胡協奏曲》，1996年，盧亮輝
- 《菅芒中胡協奏曲》，1998年，黃新財
- 《荒漠暮色》，1998年，楊立青
- 《克拉沁草原的傳說中胡協奏曲》，周成龍

### 2000年代
- 《呪中胡協奏曲》（《王乙聿第1中胡協奏曲》），2008年，王乙聿

### 2010年代
- 《山城之夢》，2011年，劉至軒